# 윤형빈
윤형빈(尹亨彬, 본명: 윤성호, 1980년 1월 3일~)은 대한민국의 희극인 겸 리포터이자 종합격투기 선수이다. 본명은 윤성호이지만 선배 개그맨인 윤성호가 있어서 윤형빈이라는 이름으로 활동을 하고 있다.

## 생애
연극(2003년), 뮤지컬(2004년) 등을 하다가 2005년 KBS 20기 공채 개그맨으로 정식 데뷔했고《개그콘서트》의 '특종! 나불나불' 코너를 통해 자신의 이름을 알렸다. 2008년 4월 《개그콘서트》의 '봉숭아 학당' 코너에서 왕비호 역을 맡아 맹활약, 큰 인기를 끌었다. '안 웃기는 개그맨'이란 평가에 나도 할 수 있다는 것을 보여주려고 독하게 준비한 역이었다. 하지만 얼마 후 식상하다는 지적에 하차하고 말았다. 당시 KBS 《연예가중계》의 '윤형빈의 조금 불편한 인터뷰'라는 코너에서 리포터로도 활동했는데 이 마저도 곧 하차했다.
그는 KBS 20기 공채 개그맨 동료 정경미와 교제하였다. 그가 연기하는 캐릭터 왕비호는 매 회마다 몇 명의 스타들을 겨냥한 독설적이고 위트 있는 말을 하는 캐릭터다. 개그계의 안티, 시청자의 안티, 네티즌의 안티이기도 하다. 개그콘서트의 봉숭아 학당 엔딩 부분에서 항상 정경미에게 '국민 요정 정경미 포에버(Forever)'이라는 말을 하였다. 그러나 개그 콘서트의 봉숭아 학당에서 하지만 "국민 요정 정경미 포에버"가 지겹다는 항의가 있어 2009년 9월부터 "국민 개그 프로그램 개콘 포에버"를 외쳤다.
이후 개그콘서트 '희극 여배우들'코너에 정경미가 출연하여 윤형빈과의 결혼문제를 언급하여 결국 결혼까지 발표했다. 봉숭아학당 왕비호 하차 후 개그콘서트를 잠시 떠나 KBS 남자의 자격 등의 프로그램에 출연했다. 그리고 김준현, 김영민 등의 개그맨들 외 2명과 '오버액션'이란 그룹을 만들었다. 2013년 2월 22일에는 정경미와 결혼을 하게 되며 주례는 이경규가 맡았다.
2013년 5월 19일 《개그콘서트》로 다시 복귀, '살아있네' 코너에서 활약했지만 이렇다 할 주목을 받지 못한 채 코너는 조기 폐지됐다. 그래서 새로운 도전을 했다. 종합격투기에의 도전이었다. 2009년 종합격투기를 시작, 2011년부터 선수 데뷔를 준비해 오던 그는 "두려움에 맞서는 순간을 만나고 싶었다."며 2013년 10월 30대의 늦은 나이에 본격적으로 로드 FC와 계약을 맺고 종합격투기 데뷔를 선언했다. 그리고 2014년 2월 9일 Road FC 014 대회에 출전, 일본의 츠쿠다 다카야를 상대로 1라운드 4분 19초 만에 TKO로 승리했다.
| “ | 이젠 진짜 대한민국 연예계에서는 너한테 아무도 못 까불겠더라. | ” |
|   | — 이휘재, 슈퍼맨이 돌아왔다 21화에서                         |   |

2014년 9월 14일 오후 서울 강남에 위치한 산부인과에서 3.44kg의 건강한 아들 윤준(태명: 튼튼이)을 낳았다. 원래 예정일은 23일이었지만 이른 진통에 병원을 찾았고, 가족들도 아이의 탄생을 함께 축하했다는 전언이다. 소속사 측은 산모인 정경미와 아이는 모두 건강하다고 전했다.

## 종합격투기 전적
| 프로 종합격투기 전적 | 프로 종합격투기 전적 | 프로 종합격투기 전적 | 프로 종합격투기 전적 | 프로 종합격투기 전적 | 프로 종합격투기 전적 | 프로 종합격투기 전적 | 프로 종합격투기 전적 |
| -------------------- | -------------------- | -------------------- | -------------------- | -------------------- | -------------------- | -------------------- | -------------------- |
| 1 시합               | (T)KO                | 항복                 | 판정                 | 실격                 | 그 밖                | 비김                 | 무효                 |
| 1 승                 | 1                    | 0                    | 0                    | 0                    | 0                    | 0                    | 0                    |
| 0 패                 | 0                    | 0                    | 0                    | 0                    | 0                    | 0                    | 0                    |

| 결과 | 누적 전적 | 경기 일자   | 상대          | 대회        | 방식      | 라운드 | 시간 | 개최 장소                | 비고                            |
| ---- | --------- | ----------- | ------------- | ----------- | --------- | ------ | ---- | ------------------------ | ------------------------------- |
| 승   | 1-0-0     | 2014. 2. 9. | 츠쿠다 다카야 | Road FC 014 | KO (펀치) | 1      | 4:19 | 서울 올림픽공원 올림픽홀 | 메인이벤트 스페셜 라이트급 매치 |

## 출연 작품

### 지상파 예능
- KBS2 《해피선데이 - 남자의 자격 - 죽기 전에 해야 할 101가지》
- SBS 《생방송 투데이》
- KBS2 《개그콘서트》

〈봉숭아 학당〉(왕비호 역) 
〈특종! 나불나불〉
〈네 박자〉
〈괜찮은 명훈이〉
〈패션 7080〉
〈내 이름은 안상순〉
〈날아라! 변튜어디스〉
〈리얼 스토리 뭐?〉
〈청춘예찬〉
〈국가대표〉
〈드라이 클리닝〉
〈로맨티스트 윤〉
〈황대장〉
〈뻐꾸기 위원회〉
〈엑소시스트〉
〈명인〉
〈슈퍼스타 KBS〉
〈사랑이 팍팍〉
〈불청객들〉
〈살아있네〉
- KBS2 《스펀지 0》
- KBS2 《폭소클럽》
- KBS2 《청춘불패》
- KBS2 《시츄에이션 콩트 방방》
- KBS1 《가족오락관》
- KBS2 《연예가 중계》리포터로 활약하다 하차함.
- KBS2 《헬로우! 뚝배기》
- 2014년~2015년: EBS1TV 《최고의 요리비결》MC에서 하차
- KBS2 《리얼 스포츠 투혼》
- KBS1 《좋은나라 운동본부 2》
- KBS2 《슈퍼맨이 돌아왔다》(단역)
- MBC 《브라질월드컵 특집 아이돌 풋살 월드컵》
- MBC 《미스터리 음악쇼 복면가왕》 - 바람과 함께 사라지다
- SBS 《동상이몽, 괜찮아 괜찮아》
- 부산MBC 《어부의 만찬》
- KBS2 《우리동네 예체능》
- SBS 《런닝맨》
- SBS 《웃찾사》
- MBC 《겁 없는 녀석들》
- 2008년 KBS 연기대상 축하무대
- MBC 《황금어장 라디오스타》
- KBS2 《개승자》
- KBS1 《아침마당》 - 명불허전

### 교양
- 생방송 행복드림 로또 6/45 게스트 946회

### 케이블 예능
- JTBC 《1호가 될순 없어》
- QTV 《비하인드》
- 리얼TV 《더 쉬》
- XTM 《주먹이 운다 - 심장을 울리는 한방》
- XTM 《주먹이 운다 - 영웅의 탄생》
- XTM 《주먹이 운다 - 도쿄 익스프레스 》
- Mnet 《IDOL 차트쇼》
- 채널A 《이제 만나러 갑니다》
- XTM 《주먹이 운다 - 용쟁호투》
- MBC EVERY1 《정의본색》
- tvN 《코미디빅리그》
  - <비겁한 형제>
- 스카이 펫파크 《윤형빈의 팔도견문록》
- TV조선 《뽕숭아학당》
- JTBC 《아는형님》

### 라디오 프로그램
- 2014년 EBS FM 《EBS 책 읽는 라디오 낭독 시리즈》

### 영화

#### 더빙
- 《새미의 어드벤처》 - 레이(한국어 목소리) 역

#### 출연
- 떡국열차

### 드라마
- 2012년 tvN 《응답하라 1997》 - 은각하의 남편 역 (특별출연)

### 홍보대사
- 2010년 한국산업인력공단 기능장려사업 홍보대사
- 2011년 산림청 홍보대사
- 2011년 나눔홀씨 1호 홍보대사
- 2012년 스키장안전 홍보대사
- 2013년 부산진경찰서 홍보대사
- 2013년 유방암 의식 향상 캠페인 홍보대사

### 수상
- 2009년 KBS 연예대상 코미디부문 남자 우수상

### 공연
- 윤형빈 쇼

### 행사 진행
- 제27회 원주시민의날 한마음 음악회 공동MC

## 가족 관계
- 배우자: 정경미(1980년 9월 3일~)
  - 아들: 윤준(2014년 9월 14일~)
  - 딸: 윤진 (2020년 12월 28일~)